# 전북혜화학교
전북혜화학교는 전북특별자치도 익산시에 있는 지적장애 특수학교이다. 현재 유치원·초등학교·중학교·고등학교 과정이 운영되고 있다.

## 연혁
- 1962년 6월 28일 : 전북농아학교로 개교
- 1980년 : 전북혜화학교로 변경